# Contea di Wayne (Carolina del Nord)
La contea di Wayne (in inglese Wayne County) è una contea dello Stato della Carolina del Nord, negli Stati Uniti. La popolazione al censimento del 2000 era di 113 329 abitanti. Il capoluogo di contea è Goldsboro.